# Renovabis

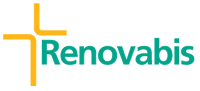
Logotyp Renovabis

Renovabis – niemiecka katolicka organizacja charytatywna, założona 3 marca 1993 aby nieść pomoc ludziom w krajach Europy Środkowo-Wschodniej.
Renovabis jest jednym z najmłodszym katolickich niemieckich dzieł pomocy. Utworzone zostało przez Centralny Komitet Katolików Niemieckich i niemiecki episkopat.
Renovabis, według własnych wyliczeń, wydało 400 mln USD na 14 tys. projektów w 28 państwach.